# Goleba puella
Espèce
Synonymes
- Asamonea puella Simon, 1885

Goleba puella est une espèce d'araignées aranéomorphes de la famille des Salticidae.

## Distribution
Cette espèce se rencontre au Congo-Kinshasa, en Angola, en Afrique du Sud, au Mozambique, au Kenya et au Ghana.

## Description
Le mâle syntype mesure 6 mm et la femelle syntype 7 mm.
Le mâle décrit par Wanless en 1980 mesure 5,2 mm et la femelle 4,88 mm et les mâles mesurent de 5,0 à 5,2 mm et les femelles de 4,8 à 6,04 mm.

## Systématique et taxinomie
Cette espèce a été décrite sous le protonyme Asamonea puella par Simon en 1885. Elle est placée dans le genre Goleba par Wanless en 1980.

## Publication originale
- Simon, 1885 : « Matériaux pour servir à la faune arachnologiques de l'Asie méridionale. I. Arachnides recueillis à Wagra-Karoor près Gundacul, district de Bellary par M. M. Chaper. II. Arachnides recueillis à Ramnad, district de Madura par M. l'abbé Fabre. » Bulletin de la Société zoologique de France, vol. 10, p. 1-39 (texte intégral).